# Albareto (meteorito)
Albareto es un meteorito que en julio de 1766 cayó cerca de la fracción Albareto, de Módena, Emilia-Romaña, Italia (esta ciudad es muy a menudo erróneamente confundida con Albareto en la provincia de Parma).

## Composición y clasificación
Albareto es una condrita ordinaria de transición entre el grupo L y el grupo LL. Pertenece al tipo petrológico 4.

## Historia
La caída del meteorito de Albareto está documentada en un documento "Della caduta di un sasso dall'aria" del filósofo natural Domenico Troili. Troili no se dio cuenta del origen extraterrestre del objeto, pero proporcionó con su tratado una de las primeras crónicas de la caída de un meteorito.
Además de describir el fenómeno, Troili examinó cuidadosamente y notó los granos de meteorito de un mineral similar al latón, que él llamó "marchesita" y que durante mucho tiempo se pensó que era pirita (FeS2). En 1862 el mineralogista alemán Gustav Rose analizó la composición de este mineral, y determinó una fórmula química diferente: FeS. Rose llamó a este nuevo mineral Troilita en honor de Domenico Troili.